# خورخه سائز
خورخه سائز (انگلیسی: Jorge Sáez؛ زادهٔ ۵ مهٔ ۱۹۹۰) بازیکن فوتبال اهل اسپانیا است.
از باشگاه‌هایی که در آن بازی کرده‌است می‌توان به باشگاه فوتبال رایو وایکانو اشاره کرد.
وی همچنین در تیم ملی فوتبال زیر ۱۹ سال اسپانیا بازی کرده‌است.